# Julio Lambla
Julio Lambla fue un pintor del siglo XIX, con actividad en España.

## Biografía
Ossorio y Bernard le hace «natural de Seleskatt, departamento del bajo Rhin (Alemania)» (Sélestat, hoy día en la región francesa de Alsacia). Lambla, establecido en Madrid, figuró en la Exposición Nacional de 1871 con las obras Recuerdos de Extremadura, Romería de San Isidro, Romería de la Virgen del Puerto, Vista de la Casa de Campo y La vuelta del pescador. Alguno de los cuadros citados figuró también en 1873 en la Exposición Universal de Viena de ese año.